# AaB Fodbold
Az AaB Fodbold, más néven Aalborg BK vagy AaB egy dán labdarúgócsapat. A klubot 1885-ben alapították, székhelyük Aalborgban van. Jelenleg az első osztályban szerepelnek.

## Története
Az AaB a dán bajnokság kezdetétől, vagyis 1929-től első osztályú tag volt, egészen 1947-es kieséséig. Az első osztályba 1963-ban tért vissza, és azóta 1972, 1978 és 1981–1986 kivételével folyamatosan tagja is. A sok legmagasabb osztályban töltött szezon ellenére az aalborgi csapat nagyon sokáig bajnoki címet nem, csak kupagyőzelmet ünnepelhetett 1966-ban és 1970-ben. Dániában meglehetősen későn váltak profivá az egyes csapatok, ez az Aalborg történetében 1987-ben jött el.
Első bajnoki címét 1995-ben szerezte, és a gólkirály is csapat tagja volt Erik Bo Andersen személyében, aki az idény során huszonnégy gólt jegyzett. A BL-selejtezőben ekkor még rögtön az első körben kiesett az ukrán Dinamo Kijiv ellen. Később az ukrán csapatot kizárták, így végül az AaB jutott tovább az ő helyén. Ezzel ez lett az első dán klub, amely a BL csoportkörében szerepelhetett, azonban itt sok babér nem termett számára. A következő szezonban ismét az ukránok voltak az ellenfelek, akik ezúttal győzni tudtak.
Ezt követően az Aalborg legközelebb a 2007–2008-as UEFA-kupa csoportkörébe jutott be, miután az ezt megelőző Intertotó-kupa egyik győztese lett. Ebben a szezonban a klub harmadikként zárt a bajnokságban, így ismét a BL-selejtezőben szerepelhetett. Ezt ismét sikerült sikerrel megvívnia, ezzel az egyetlen dán klub, amely kétszer is főtáblára került. Ekkor a csapat harmadik helyen végzett a Celtic mögött hat ponttal. Ezután az UEFA-kupában szerepelhetett, ahol a végállomást a Manchester City jelentette, amely tizenegyesekkel jutott tovább.

## Stadion
A csapat mérkőzéseit 1920-tól az Aalborg Stadionban játszotta. Új stadionjukba 1962-ben költöztek, ez jelenleg bajnoki mérkőzéseken körülbelül 14 ezer, nemzetközin 10 500 néző befogadására alkalmas. A különbség az állóhelyek meglétéből adódik, amelyek nemzetközi mérkőzéseken nem lehetnek a stadionokban.

## Jelenlegi keret
2011. augusztus 7. szerint
| #  |     | Poszt | Név                      |
| -- | --- | ----- | ------------------------ |
| 1  | DEN | K     | Nicolai Larsen           |
| 2  | DNK | V     | Patrick Kristensen       |
| 4  | DNK | V     | Lasse Nielsen            |
| 5  | DNK | V     | Kenneth Emil Petersen    |
| 7  | DNK | KP    | Anders Due               |
| 8  | DNK | KP    | Rasmus Würtz             |
| 9  | DNK | KP    | Thomas Augustinussen     |
| 10 | DNK | CS    | Jeppe Curth              |
| 11 | DNK | CS    | Nicklas Helenius         |
| 14 | DNK | KP    | Mathias Wichmann         |
| 15 | FRO | V     | Pól Jóhannus Justinussen |

| #  |     | Poszt | Név                   |
| -- | --- | ----- | --------------------- |
| 16 | DNK | V     | Kasper Bøgelund       |
| 17 | USA | CS    | Chris Rolfe           |
| 18 | DNK | KP    | Lucas Andersen        |
| 20 | DNK | CS    | Henrik Dalsgaard      |
| 21 | DNK | V     | Nicholas Gotfredsen   |
| 22 | DEN | K     | Carsten Christensen   |
| 23 | DEN | KP    | Nikolaj Thomsen       |
| 26 | DNK | V     | Jakob Ahlmann Nielsen |
| 29 | DNK | CS    | Rolf Toft             |
| 30 | BRA | CS    | Kayke                 |
| 33 | DNK | KP    | Kasper Kusk           |

## Ismertebb játékosok
- 1930-as évek: Egon Johansen (1936)
- 1960-as évek: Kaj Paulsen (1960), Kjeld Thorst (1961), Børge Bach (1963), Henning Munk Jensen (1965), Ove Flindt Bjerg (1967), Lynge Jakobsen (1969)
- 1980-as évek: Søren Thorst (1983), Torben Boye (1984), Ib Simonsen (1985), Jes Høgh (1987)
- 1990-es évek: Jens Jessen (1991), Erik Bo Andersen (1993), Jesper Grønkjær (1995), Peter Rasmussen (1995), Jimmy Nielsen (1996), Søren Frederiksen (1997), Ståle Solbakken (1998), Frank Strandli (1999), Brian Priske (1999)
- Jelenleg: Michael Silberbauer (2001), Thomas Augustinussen (2001), Rasmus Würtz (2003), Trond Andersen (2004), Martin Ericsson (2004), Rade Prica (2006), Siyabonga Nomvethe (2006), Danny Califf (2007), Benedict Vilakazi (2007), Andreas Johansson (2007), Lasse Nilsson (2008),Marek Saganowski (2008)

## Ismertebb vezetőedzők
- Peter Rudbæk (1983)
- Poul Erik Andreasen (1990)
- Sepp Piontek (1995)
- Per Westergaard (1996)
- Lars Søndergaard (1997)
- Hans Backe (1998)
- Peter Rudbæk (2000)
- Poul Erik Andreasen (2002)
- Søren Kusk (2003)
- Erik Hamrén (2003-2008)
- Bruce Rioch (2008)
- Allan Kuhn (2008)
- Magnus Pehrsson (2009-2010)
- Kent Nielsen (2010 óta)

## Sikerek
- Bajnokság
  - Győztes: 1994-95, 1998-99, 2007-08
  - Bronzérmes: 1935-36, 1969, 2006-07
- Kupa
  - Győztes: 1966, 1970
  - Döntős (8): 1967, 1987, 1991, 1993, 1999, 2000, 2004, 2009
- Bajnokok Ligája
  - 3. selejtezőkör: 1999-2000
  - Group stage: 1995-96, 2008-09
- UEFA-kupa
  - 32-es főtábla: 2008-09
  - Csoportkör: 2007-08
  - 1. kör: 1993-94, 1999-2000, 2004-05
- KEK
  - 1. kör: 1966-67, 1970-71, 1987-88
- Intertotó-kupa
  - Csoportgyőztes: 1993, 2007

## A legutóbbi szezonok
| Szezon    |    | Poz. | Mérk. | Gy | D  | V  | RG | KG | P  | Kupa        |
| --------- | -- | ---- | ----- | -- | -- | -- | -- | -- | -- | ----------- |
| 1996-1997 | SL | 5    | 33    | 12 | 11 | 10 | 46 | 40 | 47 | Negyeddöntő |
| 1997-1998 | SL | 7    | 33    | 12 | 8  | 13 | 54 | 48 | 44 | Negyeddöntő |
| 1998-1999 | SL | 1    | 33    | 17 | 13 | 3  | 65 | 37 | 64 | Döntő       |
| 1999-2000 | SL | 5    | 33    | 12 | 13 | 8  | 57 | 40 | 49 | Döntő       |
| 2000-2001 | SL | 5    | 33    | 13 | 10 | 10 | 51 | 49 | 49 | 5. kör      |
| 2001-2002 | SL | 4    | 33    | 16 | 6  | 11 | 52 | 45 | 54 | Negyeddöntő |
| 2002-2003 | SL | 6    | 33    | 14 | 4  | 15 | 42 | 45 | 46 | Elődöntő    |
| 2003-2004 | SL | 5    | 33    | 16 | 9  | 8  | 55 | 41 | 57 | Döntő       |
| 2004-2005 | SL | 4    | 33    | 15 | 8  | 10 | 59 | 45 | 53 | 5. kör      |
| 2005-2006 | SL | 5    | 33    | 11 | 12 | 10 | 48 | 44 | 45 | Elődöntő    |
| 2006-2007 | SL | 3    | 33    | 18 | 7  | 8  | 55 | 34 | 61 | 2. kör      |
| 2007-2008 | SL | 1    | 33    | 22 | 5  | 6  | 60 | 38 | 71 | 4. kör      |
| 2008-2009 | SL | 7    | 33    | 9  | 12 | 12 | 40 | 49 | 39 | Döntő       |
| 2009–10   | SL | 5    | 33    | 13 | 9  | 11 | 36 | 30 | 48 | 4. kör      |
| 2010–11   | SL | 10   | 33    | 8  | 11 | 14 | 38 | 48 | 35 | Negyeddöntő |
|}

## Külső hivatkozások
- Hivatalos weboldal (dánul)
- UEFA profil
- Hivatalos szurkolói oldal (dánul)